# تشارلز ستار
تشارلز ستار هو سياسي أمريكي، ولد في 1933 في تكساس في الولايات المتحدة. نشط حزبياً في الحزب الجمهوري. وقد انتخب عضو مجلس ولاية أوريغون ‏ وانتخب عضو مجلس نواب أوريغون ‏.